# Erictón

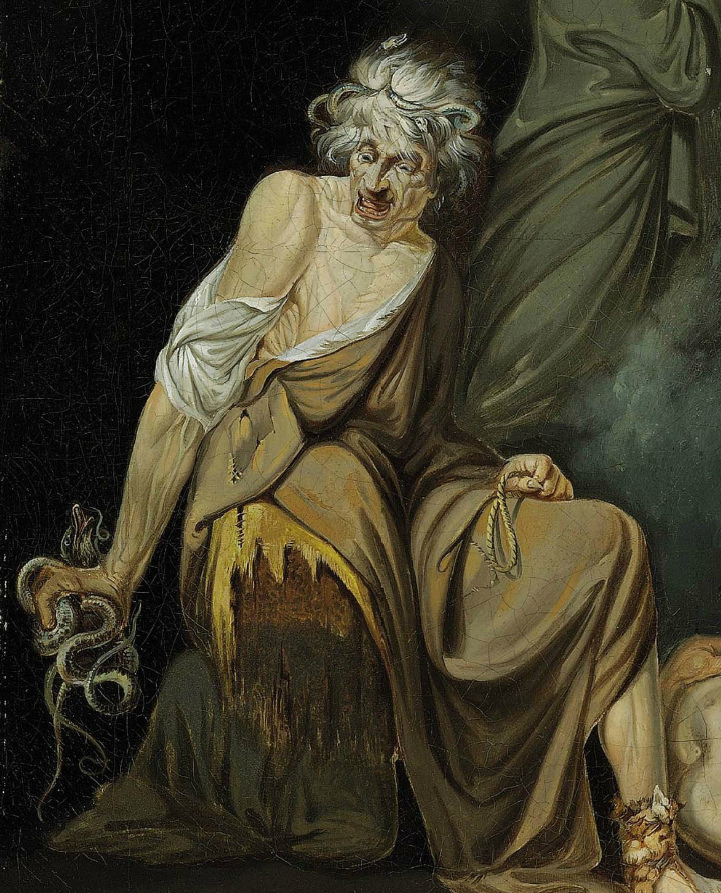
Erictón, por John Hamilton Mortimer

Erictón (del griego antiguo: Ἐριχθώ, en latín Erichtho) es una legendaria bruja de Tesalia que aparece en varias obras literarias. Era conocida por su aspecto horrible y sus maneras impías. Su primer papel importante fue en la épica Farsalia del poeta romano Lucano, que detalla la Guerra Civil de César. En el trabajo, el hijo de Pompeyo el Grande, Sexto Pompeyo, la busca, con la esperanza de que pueda revelar el futuro de la inminente Batalla de Farsalia. En una escena espantosa, encuentra un cadáver, lo llena de pociones y lo levanta de entre los muertos. El cadáver describe una guerra civil que está asolando el inframundo y ofrece una profecía sobre el destino que le espera a Pompeyo y sus parientes.
El papel de Erictón en Farsalia a menudo ha sido discutido por clasicistas y eruditos literarios, y muchos argumentan que ella sirve como antítesis y contraparte de la Sibila de Cumas de Virgilio, una profetisa piadosa que aparece en su obra, la Eneida. En el siglo XIV, el poeta italiano Dante Alighieri la citó en su Divina comedia (donde se revela que ella, usando magia, permitió a Virgilio a buscar un alma del noveno círculo del Infierno). También hace apariciones en la obra del siglo XVIII de Johann Wolfgang von Goethe, Fausto, así como en la obra jacobea de John Marston La tragedia de Sophonisba.

Erictón cruda, que convocaba las sombras a sus cuerpos.
Dante Alighieri, Infierno IX, 23-24

Predijo por ejemplo a Sexto Pompeyo el resultado de la Batalla de Farsalia, haciendo revivir a un soldado apenas caído. La práctica es descrita por Lucano con detallas macabros y crueles, como por ejemplo el cuerpo gélido y andrajoso del soldado muerto en el cual el alma no quería entrar, o como las amenazas de Erictón al soldado o a otras criaturas monstruosas como la Medusa. 
- Datos: Q1227669